# بوب كير (عازف جاز)
بوب كير (بالإنجليزية: Bob Kerr)‏ هو عازف جاز بريطاني، ولد في 14 فبراير 1940 في كنزينغتون في المملكة المتحدة.

## وصلات خارجية
- بوب كير على موقع ميوزك برينز (الإنجليزية)
- بوب كير على موقع ديسكوغز (الإنجليزية)